# Wilhelm Blum (Politiker, 1831)
Wilhelm Blum (* 3. Juli 1831 in Dorpat; † 18. Februar 1904 in Heidelberg) war ein deutscher Jurist und Reichstagsabgeordneter.

## Leben
Wilhelm Blum studierte Rechtswissenschaften und promovierte zum Dr. jur. Er verbrachte den Großteil seines Lebens in seiner Wahlheimat Heidelberg und engagierte sich dort als nationalliberaler Politiker und Förderer der Wohlfahrtspflege. Von 1869 bis 1882 und 1889 bis 1892 war er Mitglied der zweiten Kammer der Badischen Ständeversammlung: 1869 bis 1870 für den 13. Wahlkreis (Heidelberg); 1871 bis 1872 für den 48. Wahlbezirk (Heidelberg); 1873 bis 1878 für den 53. Wahlbezirk (Amt Mosbach); 1879 bis 1882 für den 52. Wahlbezirk (Ämter Eberbach und Buchen); 1889 bis 1892 für den 48. Wahlbezirk (Heidelberg).
1871 bis 1884 vertrat Blum den Wahlkreis Großherzogtum Baden 13 (Heidelberg - Eberbach - Mosbach) im deutschen Reichstag.
1872 ehelichte er Anna Blum, geb. Helwerth (1843 - 1917). Eine finanziell unabhängige Stellung erlaubte dem kinderlosen Ehepaar einen bürgerlichen Lebensstil.

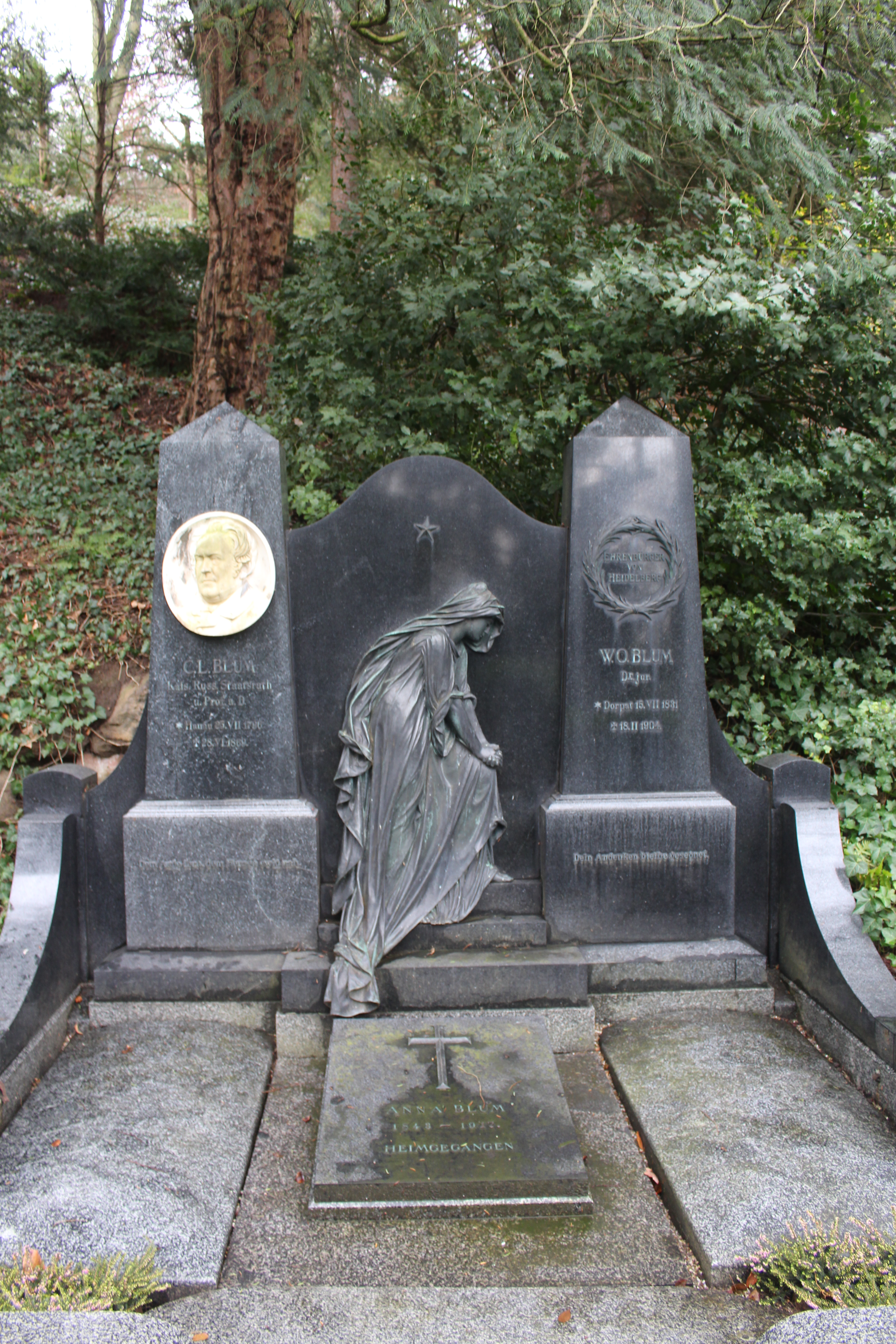
Grabstätte von Wilhelm Blum, Bergfriedhof Heidelberg

## Ehrungen
- 1901 wurde Wilhelm Blum die Ehrenbürgerwürde der Stadt Heidelberg verliehen.
- Eine Straße in Heidelberg-Neuenheim trägt den Namen des Ehrenbürgers.